# Milan Skalník
Milan Skalník (24. února 1930 Hostim – 4. února 2018) byl český právník a skaut.
V mládí se věnoval skautingu, měl přezdívku Medník. Studoval gymnázium v Třebíči, následně byl přijat na Právnickou fakultu Masarykovy univerzity, po jejím zrušením přešel na pražská práva.
Na jinošovské lesní škole přednášel estetiku a vedl levicově orientovaný Vysokoškolský roverský kmen (mj. s Pavlem Křivským). Byl zapáleným komunistou a během Února 1948 se stal členem akčního výboru ústředí Junáka (AVÚJ), byl členem redakce levicového mládežnického časopisu Plameny a vystřídal Karla Průchu na pozici šéfredaktora časopisu Činovník. Svou komunistickou minulost však později nijak nereflektoval.
Od 1. září 1955 působil jako advokát v Ostravě, kde roku 1990 spoluzaložil advokátní kancelář Jirousek, Skalník, Bernatík & partneři. V roce 1995 zastával funkci předsedy České advokátní komory.
Roku 2009 zvítězil v soutěži Právník roku v oboru občanské právo.